# 巴特勒丝黑粉菌
巴特勒丝黑粉菌（学名：Farysia butleri）是属于黑粉菌目黑粉菌科丝黑粉菌属的一种真菌，寄生在苔草属植物上。该种分布于中国、缅甸、菲律宾、印度尼西亚、印度、斯里兰卡等地。